# Rhabdolichops troscheli
Rhabdolichops troscheli är en fiskart som först beskrevs av Kaup, 1856.  Rhabdolichops troscheli ingår i släktet Rhabdolichops och familjen Sternopygidae. Inga underarter finns listade i Catalogue of Life.